# Pamětní medaile strojírenské samostatné roty dopravní vlakové dílny čs. vojska na Rusi
Pamětní medaile strojírenské samostatné roty dopravní vlakové dílny čs. vojska na Rusi, je pamětní medaile, která byla založena v průběhu roku 1948.
Medaile je zhotovena z bílé slitiny kovů, autorem dekorace je sochař a umělec Jiří Girsa .